# 硒化镉
硒化镉是一种无机化合物，化学式为CdSe。它在高温下可以挥发，所以可以借此来提纯硒化镉。

## 制备
将硒溶于亚硫酸钠溶液，得到Na2SeSO3，加入至硝酸镉的碱性溶液（溶剂 水:乙二醇=1:4），回流后得到棕褐色沉淀为CdSe。